# Caroline Dusseault
Caroline Dusseault est chorégraphe, travailleuse culturelle et femme d'affaires originaire de Sainte-Anne-des-Lacs, dans les Laurentides au Québec. 

## Biographie

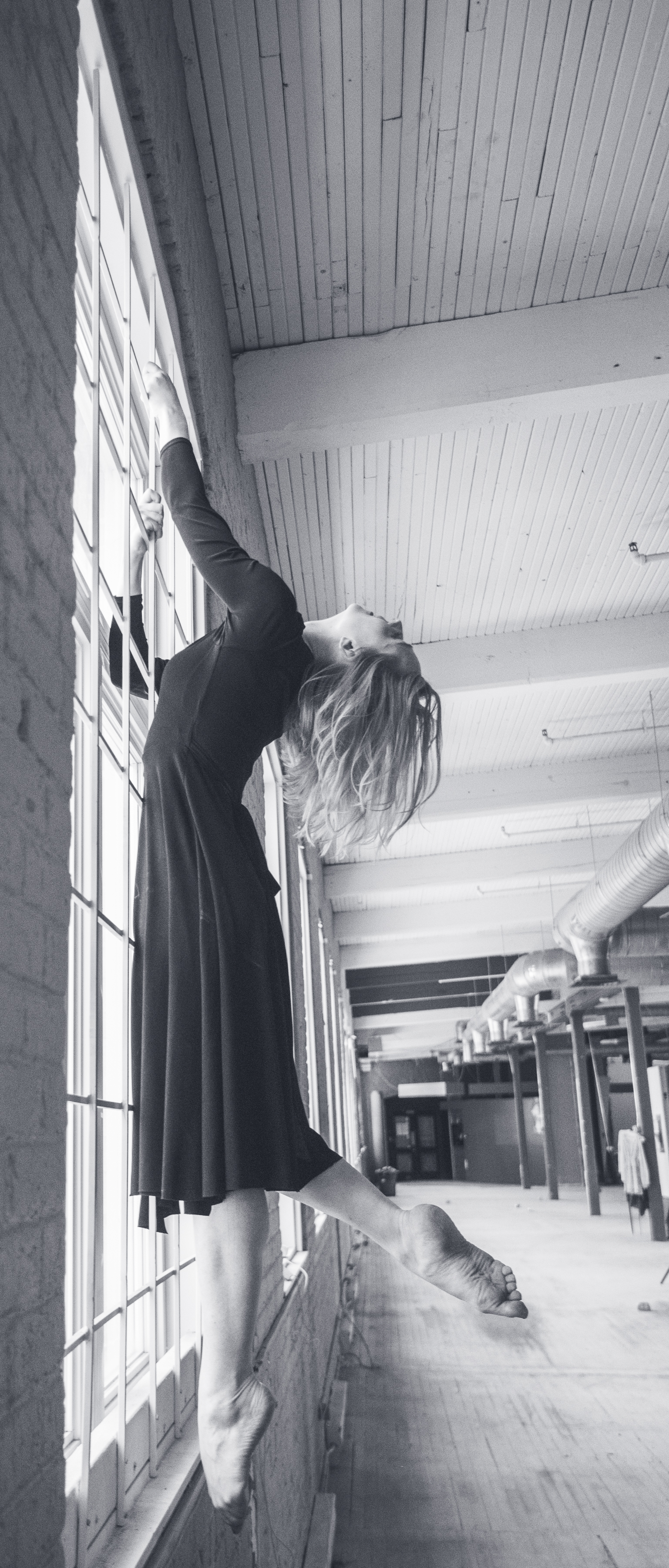
Caroline Dusseault à l'Espace DUSSO, 2020.

Caroline Dusseault est chorégraphe, travailleuse culturelle et femme d'affaires originaire de Sainte-Anne-des-Lacs, dans les Laurentides au Québec. Née le 12 décembre 1983, elle a étudié en Concentration Danse-Études à l'École secondaire Augustin-Norbert-Morin. Elle obtient un diplôme d'étude collégiale au Collège Montmorency en 2004 et un baccalauréat en pratique artistique de la danse en 2008 à l'Université du Québec à Montréal.

## Espace DUSSO
Caroline Dusseault fais ses débuts en tant que femme d'affaires avec le démarrage de l'Espace DUSSO, en pleine pandémie, en 2020. L'Espace DUSSO est un lieu multifonctionnel où les locaux de danse, d'exposition et de bureau sont rassemblés. L'Espace DUSSO est situé à Sainte-Adèle, Québec dans l’ancienne usine de pâtes et papiers Rolland.

## Sélection d'œuvres
| Titre de l’œuvre                           | Date de création | Lieu(x) et date(s) de diffusion |
| ------------------------------------------ | ---------------- | --- |
| Bois flotté                                | 2020             | |
| De nos corps miniatures, scultper l'Espace | 2018             | Programmation estivale extérieure, Odyscène - 2 octobre 2020 Spectacle de fermeture, Théâtre Le Patriote - 14 septembre 2019 Festival Tournant, Espace socioculturel des Sentiers de la terre - 29 septembre 2018 Printemps de la sculpture, Place des citoyens de Ste-Adèle - 18 mai 2018 La Centrale des artistes, Place des festivités de St-Jérôme - 20 juillet 2018 |
| Down 2.0 Earth                             | 2015             | Café culturel de la Chasse-Gallerie, Ville de Lavaltrie - 29 juin 2017 Théâtre populaire d'Acadie, Boîte-Théâtre - 2 septembre 2015 |
| La suite logique                           | 2013             | Salle Pauline-Julien - 15 avril 2016 En scène, Salle Antony-Lessard - 8 avril 2016 Théâtre de l'Assomption - 2 février 2016 Théâtre du Marais - 20 mars 2015 Salle Augustin-Norbert-Morin - 22 janvier 2015 Odyscène, Théâtre Lionel-Groulx - 16 octobre 2014 Festival d'expression d'ici et d'ailleurs, Théâtre du Grand Sault - 21 août 2014 Festival Vue sur la relève, Cabaret du Mile End - 4 avril 2014 Arrondissement LaSalle, Théâtre du Grand Sault - 1er février 2014 Maison de la culture du Plateau-Mont-Royal - 19 décembre 2013 Destival Zone Home, la Maison de la culture Maisonneuve - 14 août 2013 |
| La cohérence du modèle                     | 2012             | Maison de la culture du Plateau-Mont-Royal - 19 et 20 décembre 2012 |
| La notion du bonheur                       | 2011             | Théâtre du Marais - 19 mars 2011 (extrait) Short & Sweet à la Sala Rosa - 8 septembre 2010 |
| Rencontre (co-création avec Kathleen Dubé) | 2009             | Lézard Loco de Val-David - 26 juin au 4 juillet 2009 |
| Les rudiments                              | 2008             | (extrait) Fête de l'été de Saint-Sauveur - 8 juin 2008 Agora de la danse de Montréal (collaboration avec l'UQAM) - 16 au 19 avril 2009 (extrait) Accueil des nouveaux étudiants de l'UQAM - Printemps 2008 |
| Conte sur moi                              | 2006             | Passerelle 840 à la Piscine-théâtre de l'UQAM - 4 au 7 septembre 2006 |

## Récompenses
- Prix Passion, Grands prix de la culture des Laurentides[4] (2017)
- Prix Artiste dans la communauté[5],[6], Conseil des arts et des lettres du Québec (2020)